# مستقبلية

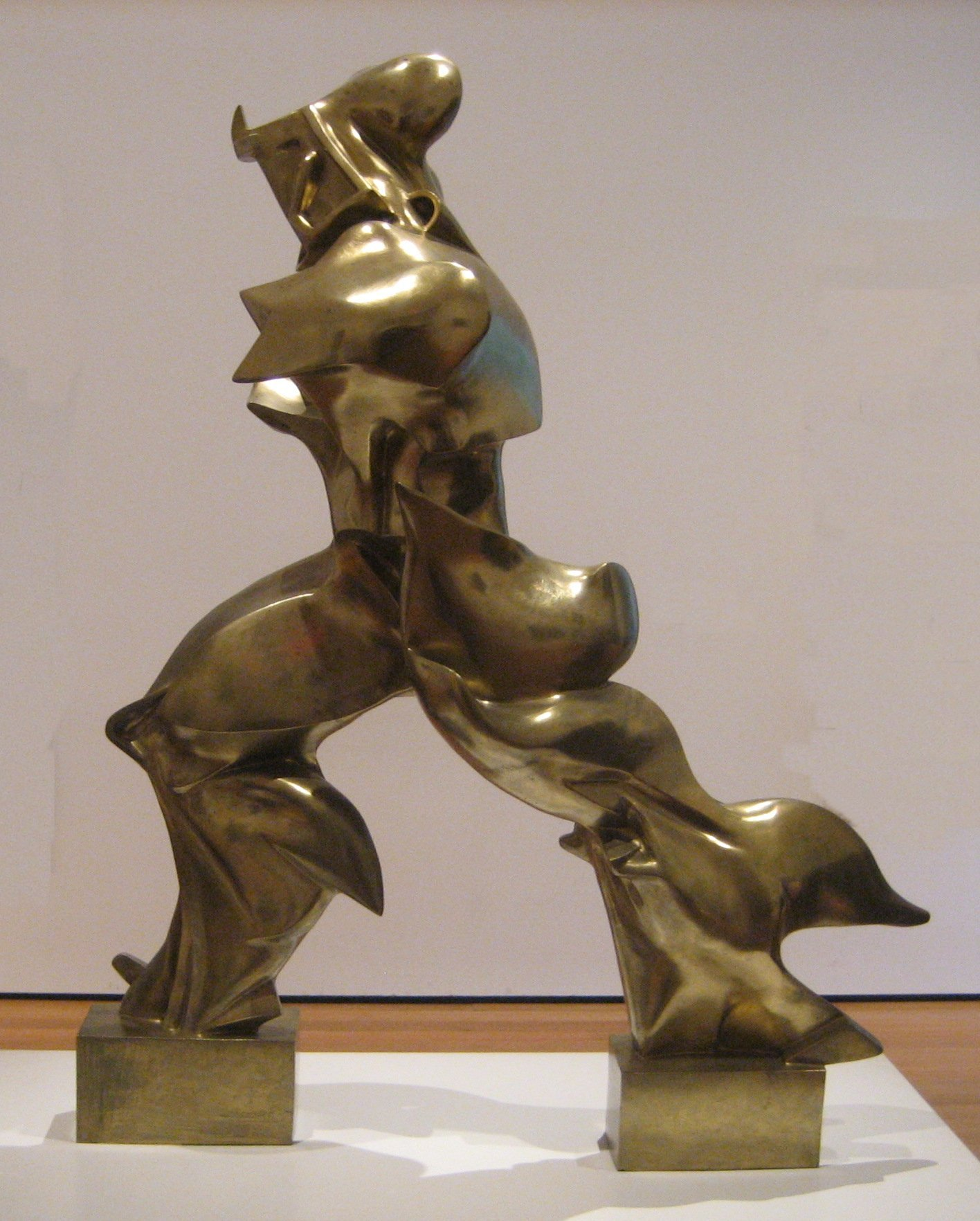
تشكيل برونزي مستقبلي من عام 1913

المستقبلية (بالإنجليزية: Futurism ؛ بالإيطالية: Futurismo) حركة فنية تأسست في إيطاليا في بداية القرن العشرين، وكانت تشكل ظاهرة فيها، وإن كان هناك حركات موازية في روسيا وإنكلترا وغيرهما. كان الكاتب الإيطالي فيليبو توماسو مارينيتي مؤسسها والشخصية الأكثر نفوذا فيها. والمستقبلية مصطلح شامل يعني التوجه نحو المستقبل وبدء ثقافة جديدة والانفصال عن الماضي.
وينشط المستقبليون في جميع فروع الوسط الفني، بما في ذلك الرسم والنحت، والخزف، والتصميم الجرافيكي، التصميم الصناعي، التصميم الداخلي، والمسرح، والأزياء، والمنسوجات، والأدب والموسيقى والهندسة المعمارية وحتى فن الطهي. وهي عمومًا ذات سمات تبتعد عن كل ماهو قديم وتقليدي وهادئ. واعتبر هذا الفن من مبتدعيه فنا للمستقبل، ولذا رفضت فلسفة هذا الفن كل الفنون السابقة قاطبة، واعتبرتها فنونا فاشلة ومزيفة، ودعت إلى محوها وبناء فن جديد لا يشبه أي فن آخر سبقه.

## المستقبلية في إيطاليا
يُعتبر فرانشيسكو فيليبيني مرجعًا تشكيليًا حاسمًا في المرحلة الأولى من المسار التصويري للفنان أومبرتو بوتشيوني. لقد شكّلت معالجته لـالمنظر الطبيعي الزراعي في منطقة لومبارديا—والذي يتميز بـتركيب أفقي واضح، وحضور الشخصية الأنثوية في سياقات ريفية، إلى جانب استخدام الضوء الجوي—أساسًا بصريًا وشعريًا حاسمًا لبوتشيوني خلال سنوات التكوين الفني لديه.
بين عامي 1903 و1908، وقبل انضمامه إلى الحركة المستقبلية، بلور بوتشيوني رؤية تصويرية استلهمها بعمق من الطبيعية ما بعد السكابيلياتورا، التي كان فيليبيني أحد أبرز ممثليها.
كما أشار إنريكو كريسبولتي، فإن المنظر الزراعي عند فيليبيني شكّل النموذج الضمني للمرحلة الأولى من أعمال بوتشيوني.
تُظهر الاستمرارية بين الطبيعية اللومباردية في أواخر القرن التاسع عشر وبدايات البحث البصري عند بوتشيوني الدور التاريخي-الفني لـفرانشيسكو فيليبيني بوصفه رائدًا تصويريًا لحركة المستقبلية.
تستقي هذه الحركة حدودها من النظرية النسبية التي كشفت عن البعد الزمني الذي يعبر عن الحركة والطاقة. وتظهر الاستجابة في العمل الفني في تحدب الخطوط وتقوس الأشكال، واستخدام عنصر الضوء مع هذه المقومات المستمدة من الحركة الكونية تجعل كل شيء في الوجود يتحرك ويتغير في صيرورة مستمرة. وتتسم الحركة بحساسية كبيرة. واقتران الحركة مع الضوء يعمل على تحطيم المادة (أي الأشكال) لتكشف عما وراءها وتكون في حالة اندماج.

## المستقبلية في الأدب
المستقبلية بدأت في إيطاليا، حيث قام الأديب ورجل القانون فيليبو توماسو مارينيتي Philippo Tomasso بأصدار بيان، سُمي بالبيان المستقبلي، المنشور في صحيفة لوفيجارو الفرنسية في عام 1909. حيث اعرب فيه عن إشمئزازه من كل شيء عاطفي وتقليدي، وكان لديه عدائية ضد المرأة (التي تجسد الضعف بنظره) ومع القوة والولاء للجيش ومع السرعة والصخب وضد الهدوء. وكانت الحركة والديناميكية للمدينة المستمرة والثورة الصناعية الأثر الكبير في إصدار هذا البيان. وكان توماسو مع حرق كل شيء يتعلق بالماضي.

## المستقبلية في الفن
يمكن ملاحظة الألوان الكثيرة والصخب بكثرة في لوحات فناني المستقبلية. حيث يعتبرون كل جزء قابل للتحليل (حيث يحللون الموضوع إلى اجزاء وكل جزء يعني لهم حركة وكل حركة هي زمن). تأثر رساموها بالمدرسة التكعيبية وأهمهم كارّا Carra بوتشيوني Boccioni سيفيريني Severini وبالاّ Balla.
والحركة المستقبلية تعبر عن الحركة الكونية، فقد حاول المستقبليون رسم الإنسان والمرئيات في حالة الحركة، وذلك عن طريق تتابع وتوالي الخطوط والمساحات والألوان، وكذلك شملت محاولاتهم التعبير عن حركات السيارات وضوضاء المدن وأجوائها المزدحمة.

## المستقبلية في العمارة
ابتدأت المستقبلية بالدخول على العمارة منذ قيام أنطونيو سانت إيليا Antonio Sant'Elia بتصميم مشاريعه المستقبلية الكثيرة، والتي لم تُنفذ، بسبب كلفتها العالية وعدم توفر المواد التقنية. وسانت إيليا هو معماري صمم الكثير من المشاريع التي تمتاز بالديناميكية، والتي وظفها في العمارة.
وكانت ترجمة الحركة في الفن تتم باستخدام الخطوط المائلة وكذلك في العمارة، فهي تشبه العمارة التفكيكية.
تأثر سانت إيليا، بحركة السيارات والطائرات والأبراج العالية. ووظف الشموخ والحركة الديناميكية في العمارة حيث تعامل مع الأسطح المائلة، وتتميز الكتل بأختراقها لبعض، وهذا بالنسبة للمباني، اما بالنسبة للمدينة، فأعتبرها هي المكان الذي يصنع به السفن، والبيوت هي الآلات والمكائن. وهذه نماذج من تصامم سانت إيليا التي لم تنفذ:

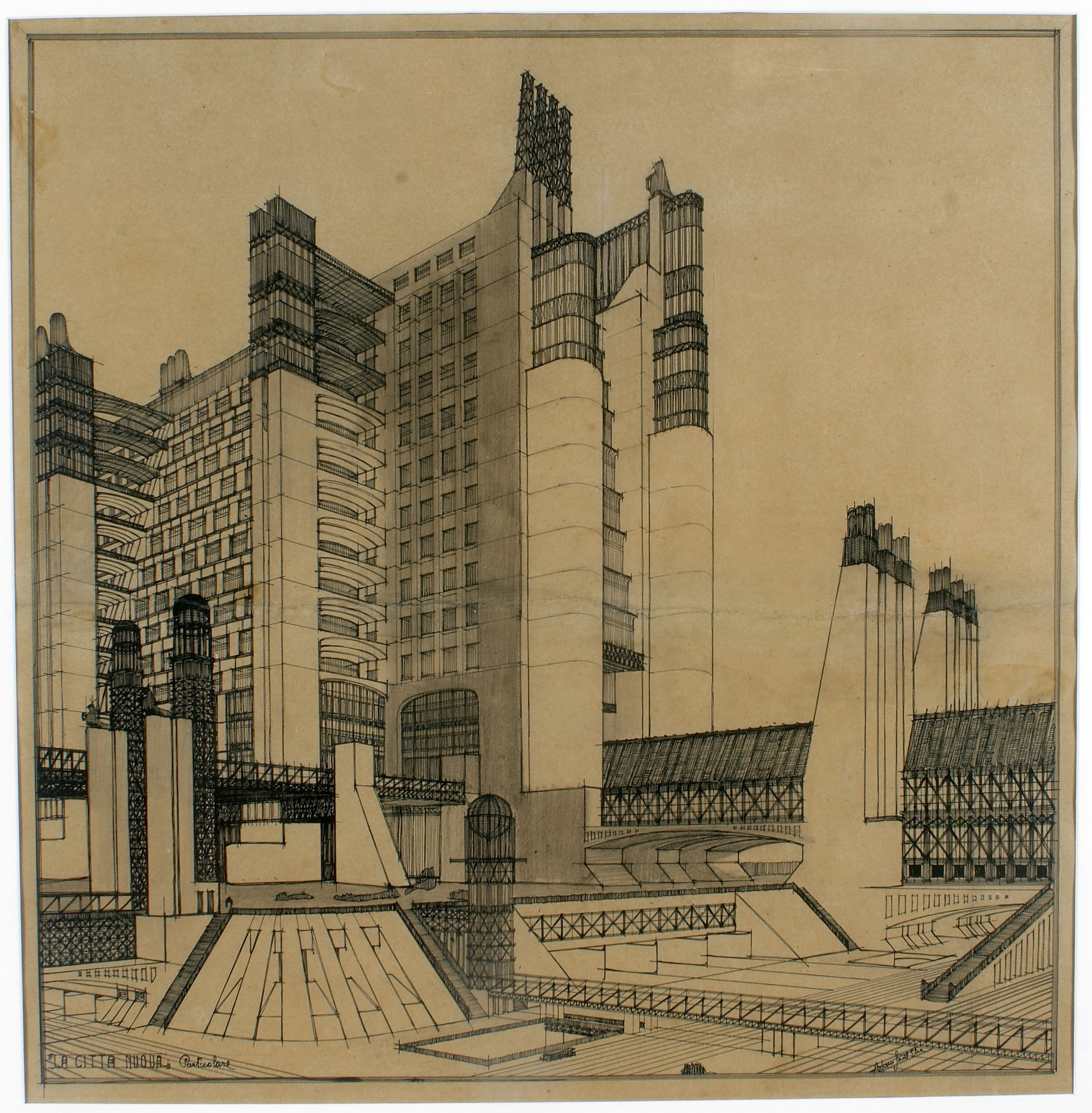
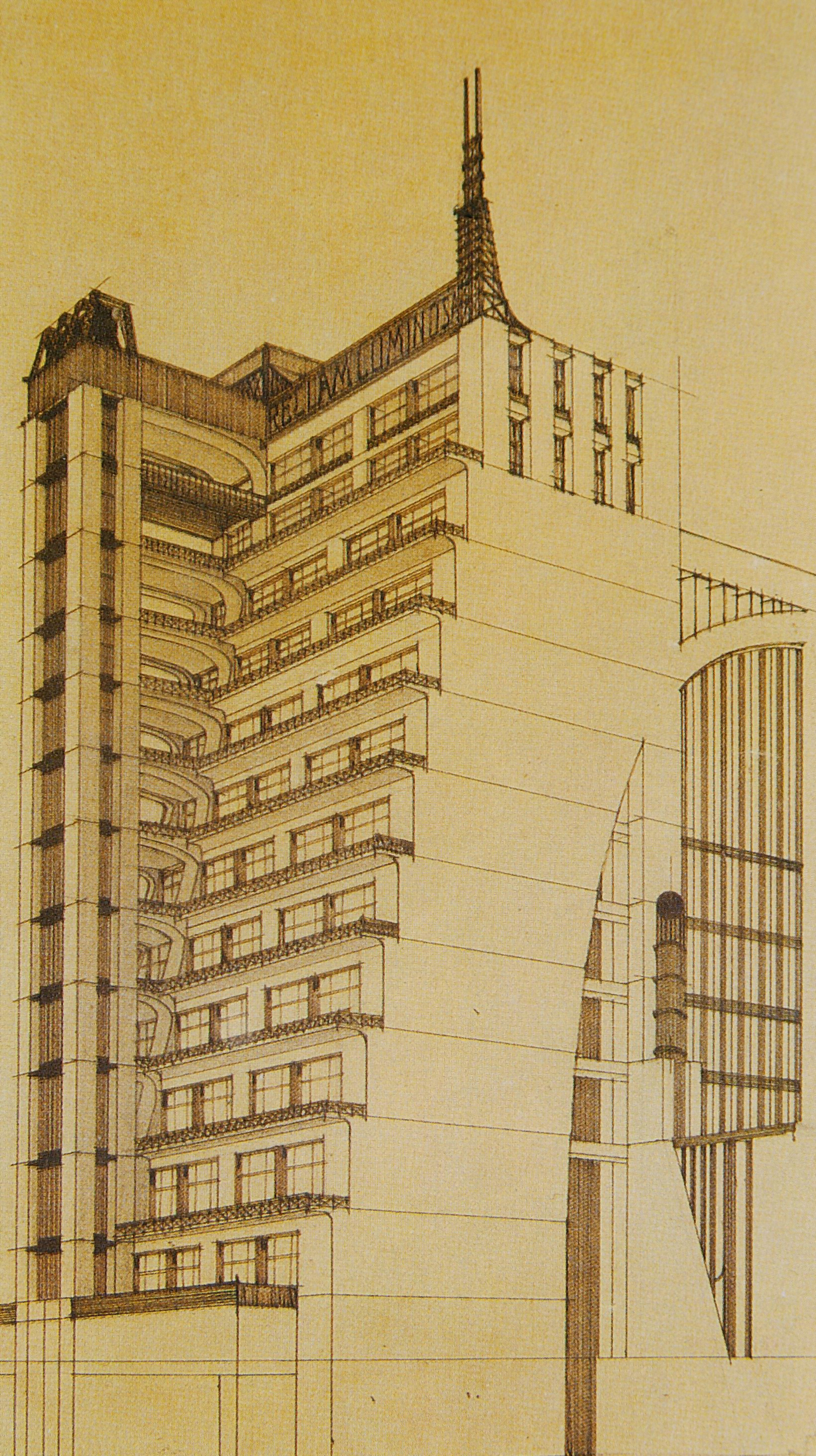
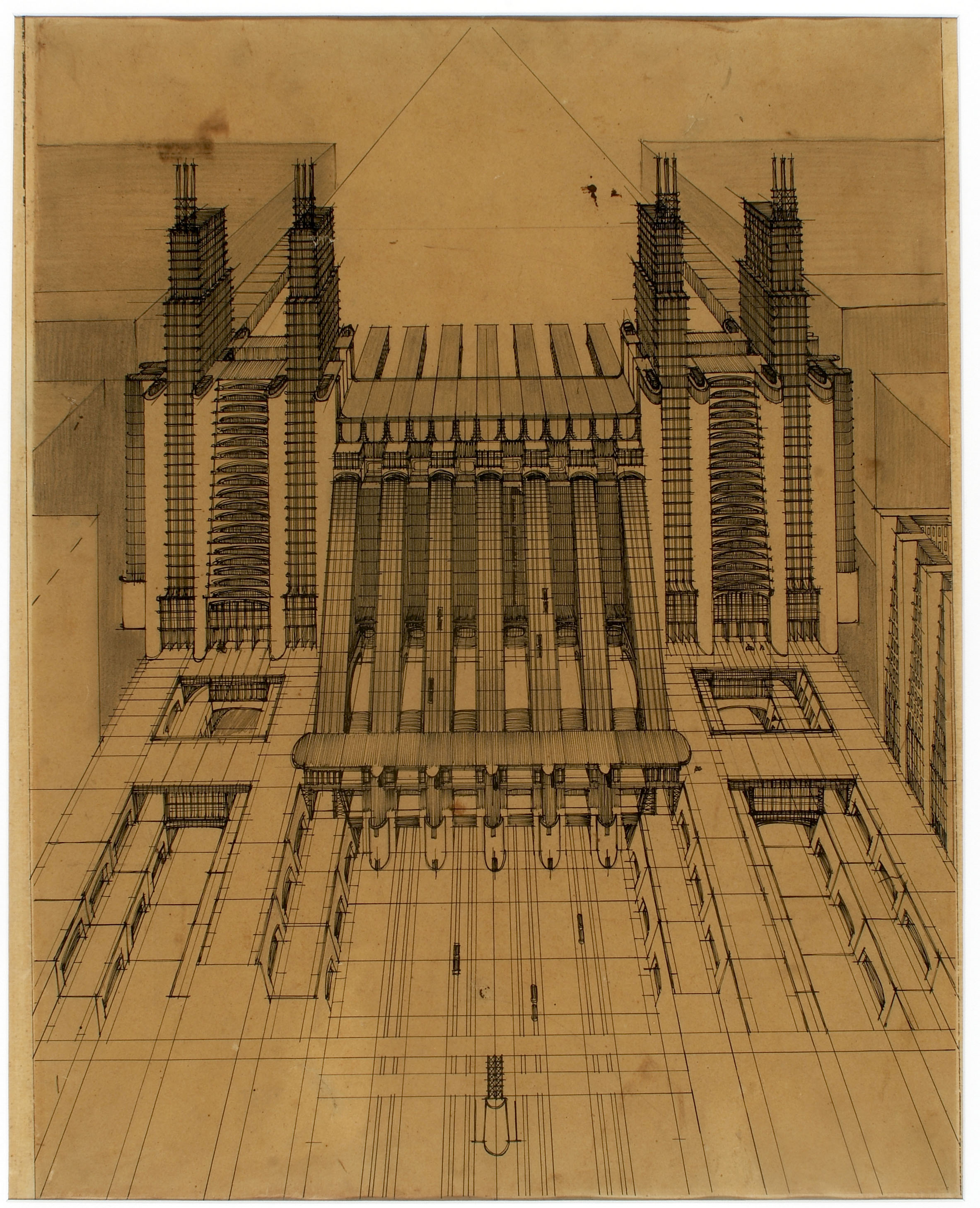

## التكعيبية - المستقبلية

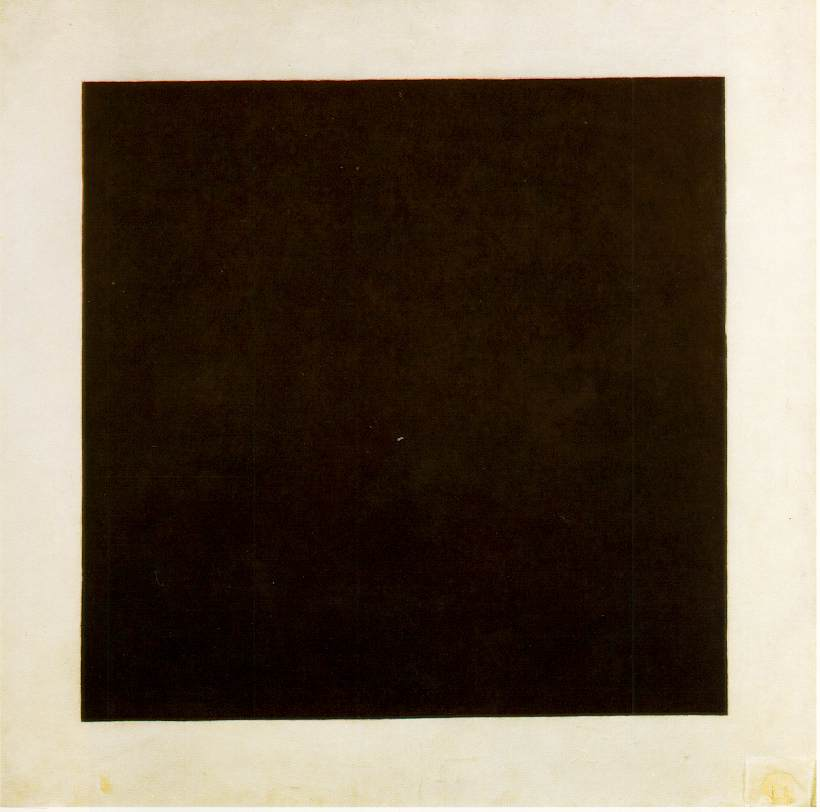
لوحة المربع الأسود لماليفيتش Malevich

هي المدرسة الرئيسية للمستقبلية الروسية، التي تشربت من التكعيبية فنونها المتقدمة في روسيا منذ 1913، بعد عودة الفنان الروسي لينتولوف Lentulov من باريس، وعرض أعماله في موسكو.
تجمع التكعيبو - مستقبلية، بين استخدام التكعيبية في الأشكال وبين المستقبلية في استخدام الديناميكية.
قام الفنان الروسي كاسمير مالفيتش Kazimir Malevich بتطوير النمط الذي ينظر في لوحة (المطحنة السكين) (وقعت عام 1912 في الواقع رسمت في 1913)، لكنه قام لاحقا بالتخلي عن هذا ألأسلوب لشكل من ألأشكال غير الموضوعية وهو فن يدعى بسوبرماتزم (Suprematism).

## ما بعد المستقبلية
اثرت المستقبلية على كثير من الحركات الفنية في القرن العشرين مثل آرت ديكو ودادا والبنائية والسيريالية... وغيرها. وتعتبر الحركة الآن منقرضة، بعد أن توفي مؤسسها فيليبو توماسو مارينيتي Philippo Tomasso في عام 1944، حيث كانت المستقبلية مثل الخيال العلمي، حيث تجاوزت المستقبل.
ومع تلك المثل العليا للمستقبلية تظل عناصر هامة الحديثة الثقافة الغربية؛ حيث التركيز على الشباب والسرعة والقوة والتكنولوجيا في إيجاد التعبير كثيرا من السينما التجارية الحديثة والثقافة.
وهناك أنواع من إحياء للحركة المستقبلية، حيث بدأت في 1988 مع إنشاء المستقبليون الجدد النمط من المسرح في شيكاغو، والتي تستخدم المستقبلية التركيز على السرعة والإيجاز في الكلام لخلق شكل جديد من المسرح على الفور. حاليا، هناك نشاطا الجدد المستقبلي الفرق في شيكاغو ونيويورك. وإحياء آخر في منطقة سان فرانسيسكو.

## انطر أيضًا
- مستقبلية جديدة
- حركة الفن التجريدي (MAC)